# Kannapolis (Észak-Karolina)
Kannapolis település az Amerikai Egyesült Államok Észak-Karolina államában, Cabarrus megyében. Lakosainak száma 53 114 fő (2020. április 1.).

## Népesség
| Lakosok száma | 36 910 | 42 625 | 53 114 |
|               | 2000   | 2010   | 2020   |